# 千々石町
千々石町（ちぢわちょう）は、長崎県の島原半島にあった町。南高来郡に属していた。
2005年10月11日に周辺6町と新設合併し、雲仙市として市制を施行したため、自治体としては消滅した。
現在の雲仙市内における千々石町の地域にあたる。旧町役場は千々石総合支所として業務が行われている。

## 地理
島原半島の北西部に位置する。吾妻岳などをはじめとした雲仙山系の山々に三方を囲まれ、西方は橘湾に面する。「千々石」の地名の由来は、高来郡西北に比遅波（ひじは）とよばれる断崖があり、付近にあった池を土歯（ひじは）池といった。この「ひじは」が転訛して千々石といわれるようになったとされる。
- 山：九千部岳、石割山、吾妻岳、鉢巻山、猿葉山
- 河川：千々石川、上峰川、飯岳川
- 港湾：千々石漁港

## 歴史
- 1889年（明治22年）4月1日 - 町村制施行に伴い、南高来郡千々石村が単独村制にて発足。
- 1928年（昭和3年）11月1日 - 千々石村が町制施行。千々石町となる[2]。
- 1944年（昭和19年）2月2日 - 町内に陸軍機が墜落して乗員ら全員が死亡。この機体には、同年1月31日に親授された歩兵第29連隊の軍旗を乗せていた[3]。
- 2005年（平成17年）10月11日 - 国見町、瑞穂町、吾妻町、愛野町、小浜町、南串山町と合併し市制施行。雲仙市が発足し、千々石町は自治体として消滅。

## 地域

### 地名
名を行政区域とする。千々石町は1889年の町村制施行時に単独で自治体として発足したため、大字は無し。（発足当初は千々石村）
なお、千々石町では名の名称を十干に置き換えて表記する。
- 甲 / 北舟津名
- 乙 / 南舟津名
- 丙 / 下峰名
- 丁 / 上峰名
- 戊 / 野田名
- 己 / 小倉名
- 庚 / 木場名（こば）

## 教育

### 小・中学校
- 千々石町立千々石中学校
- 千々石町立第一小学校
- 千々石町立第二小学校

いずれも合併により千々石町立から雲仙市立となった。

## 交通
- 最寄り空港は長崎空港。

### 鉄道
最寄り駅は島原鉄道愛野駅。
1923年から1938年までは町内に雲仙鉄道が通っていた。

### バス路線

#### 一般路線バス
- 島原鉄道バス
- 長崎県交通局（長崎県営バス）※2007年廃止、島原鉄道バスに一本化。

### 道路
- 高速道路の最寄りインターチェンジは長崎自動車道諫早インターチェンジ。

#### 一般国道
- 国道57号・国道251号
※町内全区間において重複している。
- 国道389号

#### 県道（主要地方道）
- 長崎県道58号愛野島原線

## 産業
- 特産品 ： ミカン・ジャガイモ・ミニトマト・千鶏カステラ

## 名所・旧跡・観光スポット・祭事・催事
- 千々石海岸（日本の白砂青松100選）
- 橘神社
- 釜蓋城跡
- 千々石観光センター
- 橘公園花まつり
- パラグライダー千々石カップ（7月）
- 観櫻火宴（3月）
- 棚田（棚田百選）

## 千々石町出身の著名人
- 千々石ミゲル（キリシタン）
- 釧雲泉（画家）
- 橘周太（軍神・教育者）
- 土田瑞起(プロ野球選手)

## 千々石町を舞台とした作品
- 『上を見るな』（島田一男、1955年）